# Pseudagrion buenafei
Pseudagrion buenafei är en trollsländeart som beskrevs av Müller 1996. Pseudagrion buenafei ingår i släktet Pseudagrion och familjen dammflicksländor. Inga underarter finns listade i Catalogue of Life.